# Franz Wokaun
Franz Wokaun, též František Wokaun, Franz Wokoun nebo František Vokoun (1798 (???) Praha – 19. února 1882 Praha), byl rakouský a český soudce a politik německé národnosti, v 2. polovině 19. století poslanec Říšské rady.

## Biografie
Vystudoval práva. Nejprve byl kriminálním radou v Chrudimi. Potom působil jako purkmistr ve Vysokém Mýtě. Od roku 1850 byl radou zemského soudu v Rychnově nad Kněžnou.
Zapojil se i do zemské a celostátní politiky. V zemských volbách v roce 1861 usedl na Český zemský sněm za městskou kurii, obvod Rychnov, Žamberk, Kostelec n. Orlicí, Dobruška. Zemský sněm ho v roce 1863 delegoval i do Říšské rady (tehdy ještě volené nepřímo) za kurii měst. 17. června 1863 složil slib. Profesně byl k roku 1863 uváděn jako rada zemského soudu, bytem v Rychnově v Čechách. V zákonodárných sborech patřil k provídeňské Ústavní straně, odmítající federalistické aspirace neněmeckých etnik.
V roce 1868 odešel do penze. Byl mu tehdy udělen Řád Františka Josefa. Města Rychnov nad Kněžnou a Dobruška mu udělila čestné občanství.
Zemřel po krátké nemoci na sešlost stářím v únoru 1882, ve věku 84 let. Pohřeb byl vypraven Karmelitskou ulicí v Praze na Košířský hřbitov.
Jeho zetěm byl právník Hermenegild Jireček, který si vzal jeho dceru Julii. Syn Victor Wokaun byl advokátem.